# Antônio Cardoso
Antônio Cardoso est une municipalité brésilienne de l'État de Bahia et la Microrégion de Feira de Santana.